# Godefroy Redon de Belleville
Charles Godefroy Redon de Belleville, né à Thouars le 2 janvier 1748 et mort au château de Bailly le 10 août 1820, est un administrateur, diplomate et homme politique français.

## Biographie

### Les années de formation
Il est le cadet des douze enfants de Joseph Redon de Beaupréau, procureur ducal du duché de Thouars, et d'Anne Cocquart de Boisblanc, et frère de Jean Claude Redon de Beaupréau.
Pour faire plaisir à son père, il vient étudier la médecine à Paris en 1766, puis à Montpellier en 1767. Il abandonne la médecine pour les études de droit.  Il est employé chez M. de La Balme, avocat au conseil, puis chez M. de La Guette, procureur au parlement. Il est ensuite l'un des secrétaires de Turgot au contrôle général, puis M. Necker le nomme sous-chef dans l'administration des Domaines en 1779, d'abord au bureau des archives, puis au contentieux.  En 1780, il est nommé secrétaire de M. de Moreau de Beaumont, intendant général des finances.
En 1788, il a une violente altercation dans les coulisses de l'Opéra avec un très haut personnage qui fait lancer contre lui une lettre de cachet. Prévenu à temps, il part pour l'Italie. Il se rend à Florence où il est accueilli par le grand-duc de Toscane qui l'admet dans ses conseils. Il veut retourner en France vers la fin de 1790, mais la felouque sur laquelle il est embarqué fait naufrage. Il perd tout ce qu'il possède et est forcé de s'arrêter à Gênes où il trouve un emploi chez les riches banquiers Cambiaso.
De retour à Paris, il trouve ses parents et amis placés aux premiers rangs, soit dans l'Assemblée législative, soit dans le gouvernement, mais il se tient en dehors et s'occupe des domaines de la famille Cambiaso, en Normandie.

### Sa mission à Naples
La France ayant pris le nom de République, il était nécessaire de faire reconnaître ce nouveau gouvernement par les puissances étrangères, et en premier lieu vers la cour de Naples. Saint-Just, ministre des Affaires étrangères, en fait charger Belleville, qui avait appris l'italien pendant son séjour à Florence. 
On constitua une escadre qui devait déloger les Sardes de la Riviera, adresser un ultimatum à la cour de Naples et s'attaquer aux corsaires de la Sardaigne.
Le ministre de la marine, Monge, fit choix du capitaine Latouche qui réunit une escadre de 15 navires.
Belleville embarque sur le Languedoc et arrivé devant Naples le 16 décembre, le contre-amiral Latouche l'envoie seul et sans escorte porter une lettre au roi de Naples par laquelle il demandait, au nom de la république française, de rappeler son ambassadeur à Constantinople qui avait outragé la France, et d'envoyer un ambassadeur auprès de la République française. Belleville se présente devant le roi, en habit de simple grenadier de la garde nationale parisienne,  "armé seulement du courage d'un homme libre et d'un républicain".
Belleville rapporte un projet de réponse à Latouche qui le renvoie le lendemain matin pour faire corriger un terme de cette réponse. Belleville revint vers midi avec le document rectifié. Latouche appareille dans la nuit, tandis que la frégate la Brune conduisait Belleville à Antibes.
Belleville se rend à Paris pour rendre compte à la Convention de sa mission. Il est reçu le 6 janvier 1793 et prononce un beau discours auquel répond le président Treilhard : "Le sang français a été épargné et l'honneur de la nation réparé".
La Convention dépêche ensuite Belleville vers le Sénat de Venise et le Saint-Siège. Le Sénat refusa de l'entendre. À Rome, il a plusieurs conférences avec le pape Pie VI qui refusa de désavouer le clergé réfractaire français, et de reconnaître la République qu'il appelait la révolte française. Il prit congé du pape en lui annonçant qu'il serait victime de ses fausses idées.
Quand il revient à Paris en 1793, la plupart de ses amis avaient péri dans les prisons ou sur l'échafaud, en particulier Saint-Just, avec lequel il n'avait cessé de correspondre. Cette correspondance était tombée entre les mains de Robespierre qui lui fait en plein comité de tels reproches que Belleville lui répondit avec chaleur.
Ses amis lui conseillent de fuir, et le chargent de monter des ateliers d'armes dans le midi, ce qu'il fait à Avignon. Il est alors accusé d'aristocratie par le conventionnel Sauvé, et conduit à pied dans les prisons de Valence. M. de Montalivet, maire de cette ville, en informe son frère Jean Claude Redon de Beaupréau, alors commissaire [ministre] chargé de la marine, qui réussit à le faire sortir de prison au bout de huit mois de captivité.
De retour à Paris, il trouve un de ses amis, M. de Tilly, caché chez le docteur Mittié, et fait connaissance de la nièce de ce dernier, Isabelle Baës, qu'il épouse le 30 novembre 1795.

### Consul à Livourne
Belleville est nommé par Bonaparte, consul à Livourne le 3 février 1796, port de première importance pendant la campagne d'Italie. Il reçoit le pape Pie VI, en route pour la France, qui se souvient des sages conseils que Belleville lui avait prodigués quelques années plus tôt.

En septembre 1797, il est porté au consulat de Gênes, et concourt à l'expédition d'Égypte avec tant de zèle que Bonaparte, pendant son escale à Malte, lui adresse des témoignages flatteurs de satisfaction 
« Dès que nous aurons mis pied quelque part, je vous ferai part des besoins que nous pourrons avoir, et je ne doute pas que vous y pourvoirez avec ce zèle ardent qui vous caractérise et dont vous venez de nous donner des preuves dans l'embarquement qui a eu lieu à Gênes »
— Napoléon, Correspondance générale, t. II, 205, p. 139,  L 2512, 28 mai 1798
Il quitte Gênes la veille du blocus, pour donner au Directoire des indications précises sur la position de Masséna.
Son épouse restée à Gênes, avec sa fille Caroline, née à Livourne le 19 septembre 1797, et un garçon Félix né en décembre 1798, cherche à rentrer en France. Après l'entrée de l'armée autrichienne à Gênes, elle retrouve un oncle maternel, colonel dans l'armée ennemie, qui l'aide à fréter un bâtiment, et elle peut débarque à Cannes. Elle y retrouve son mari et met au monde à Grasse sa deuxième fille Adèle, le 12 août 1800.

### Député, commissaire général, préfet
Le 25 novembre 1799 Belleville est nommé député des Deux-Sèvres au Corps législatif. Il n'y siège point et donne sa démission le 23 novembre 1800 en raison de sa nomination le 27 octobre 1800 par Bonaparte, Premier Consul, à Livourne avec le titre de commissaire général des relations commerciales en Italie, et chargé d'affaires en Toscane et dans tous les ports italiens entre La Spezia et Naples.
Il passe ensuite commissaire général à Madrid, et demande son rappel en 1804.

Un jour qu'il était reçu par Bonaparte à la Malmaison le premier consul lui demanda brusquement, après plusieurs questions sur la situation de l'Espagne 
« Que dit-on de moi à la cour de Madrid ?  -- On dit, répondit Belleville, que vous préparez un trône et que vous allez revêtir les ornements de la royauté.  – Et que pensez-vous de ce projet ?  -- Je pense que Washington n'a pas eu besoin de recourir aux vains prestiges d'une couronne, et que le premier des citoyens pourrait se dégrader en devenant le dernier des monarques »
— Arnaud, Jay, Joug, Norvins, Biographie nouvelle des contemporains, Paris, librairie Historique, tome deuxième, 1820, p. 327; Notice sur M. Redon de Belleville, rédigée en 1821 par M. Huët de Coëtlissan, p. 187
Bonaparte l'envoya ensuite comme préfet de la Loire-Inférieure le 25 février 1804.

### Intendant général
Le 10 décembre 1806, il est nommé intendant général du pays de Hanovre. 
Napoléon lui donne le titre de baron de l'Empire par lettres patentes du 13 juillet 1810, et une dotation dans le pays de Hanovre, le 20 juin 1811.
Il le nomme le 10 juin 1810 en qualité d'intendant général en Illyrie. Le 20 juin, il est appelé au Conseil d'État en service extraordinaire. Belleville demande son rappel d'Illyrie pour raison de santé à la fin de 1811. 
Il revient au Conseil d'État en service ordinaire, près la section des Finances, le 8 octobre 1812. Il est chargé alors des dépôts de mendicité qui se multipliaient en France assez inconsidérément.
Le 5 avril 1813, il est appelé aux fonctions d'administrateur des Postes de l'Empire, place qu'il occupe jusqu'à sa mise à la retraite le 10 août 1816.
Rallié aux Bourbons, il devient le 28 juin 1814 maître des requêtes de l'hôtel du roi Louis XVIII du 5 juillet 1814 au 24 mars 1815.
Il est promu commandeur de la Légion d'honneur le 30 août 1816.
Il se retire dans son château de Bailly, situé à la limite du parc de Versailles, qu'il avait acquis en 1818, et où il meurt le 10 avril 1820 et est inhumé au cimetière du Père-Lachaise (39e division). Sur sa tombe est gravé « bon citoyen, bon père, ami sincère, sa femme et ses enfants inconsolables ont érigé ce simple monument à sa mémoire. »
Il avait écrit ses Mémoires, mais au moment de l'évasion du comte de La Valette en 1815, la police est venue chez lui faire plusieurs perquisitions, et il a brûlé tous ses papiers qui auraient pu compromettre quelques-uns de ses amis.
Il avait acheté en 1806 la grande ferme d'Aulnay de 196 hectares, ex-bien national.

## Union et postérité

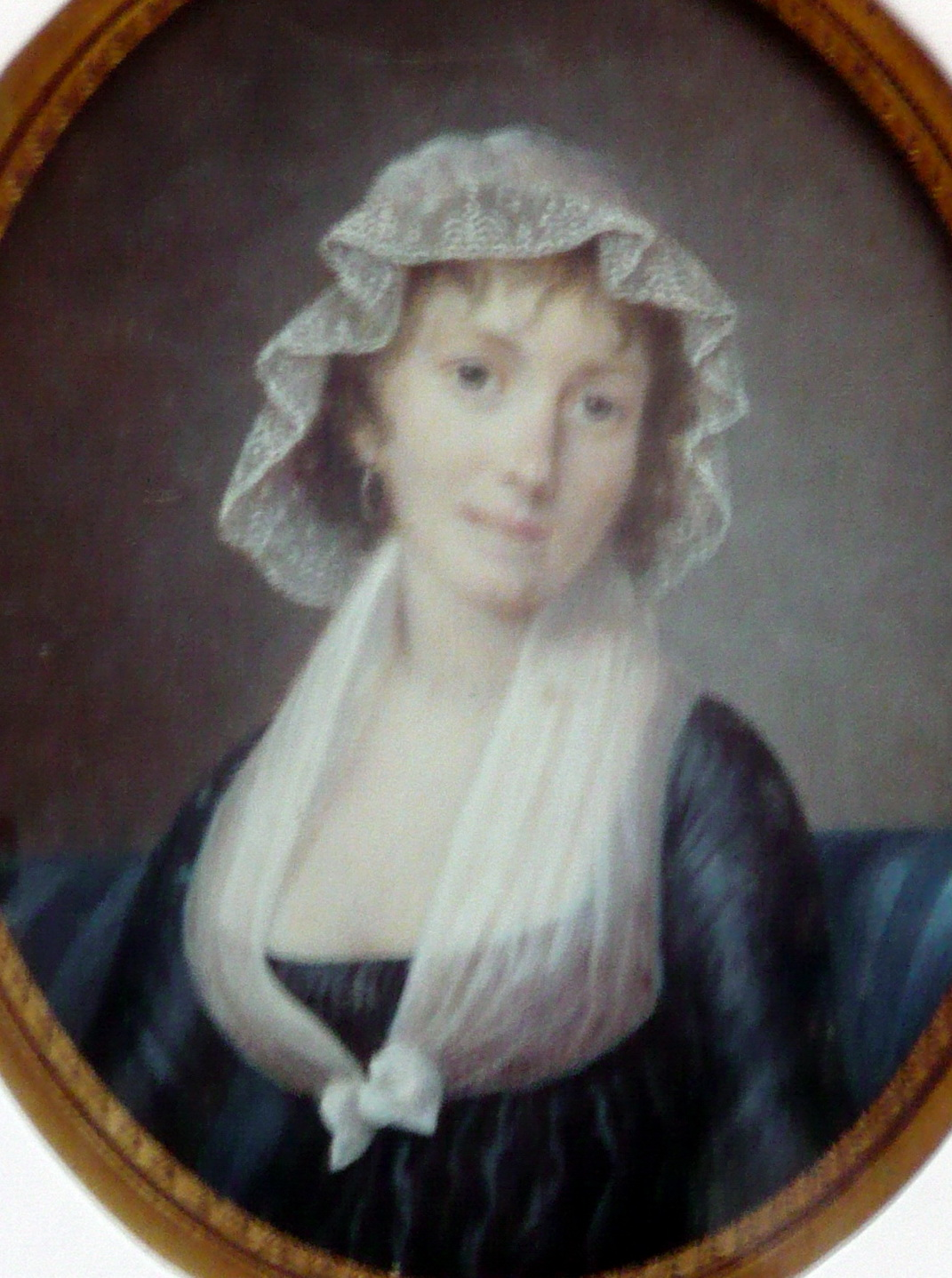
Portrait d'Isabelle Baës

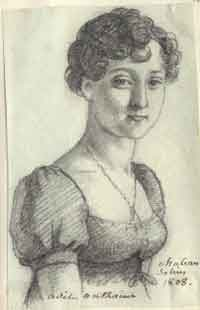
Mme Adèle Anthoine (Adèle Redon de Belleville 1800-1886), par Frédéric-Christophe d'Houdetot (1778–1859).

De son union, le 30 novembre 1795 à Paris, avec Isabelle Baes (1761-1834), il eut :
- Un fils, mort très jeune,
- Caroline (1797-1872), épouse en 1817 de Louis Duchanoy,
- Adèle (1800-1886), épouse en 1820 du baron François Anthoine de Saint-Joseph, général de division, fils d'Antoine, maire de Marseille, baron de l'Empire, et de Marie Anne Rose Clary, sœur de la reine de Suède.

## Publications
Auteur de plusieurs rapports au Conseil d'État, sur les provinces illyriennes, publiés aux Archives nationales, cote BB 30 1145 à 1151.

## Sources
- Notes et correspondance du Baron Redon de Belleville, consul de la république française à Livourne et à Gênes du 17 pluviôse an IV au 21 fructidor an X. Réunies et mises en ordre par son petit-fils H. du Chanoy, avec une préface de M. Germain Bapst, et une Notice sur M. Redon de Belleville, rédigée en 1821 par M. Huët de Coëtlissan, Châteaudun, Paris, Pigelet-Techener, 1892, 2 vol.  Tirage à 181 ex. numérotés.
- A. Sérieys, Histoire de Marie-Charlotte-Louise, Reine des Deux-Siciles, Paris, Plancher, 1816.
- Arnaud, Jay, Joug, Norvins, Biographie nouvelle des contemporains, Paris, librairie Historique, tome deuxième, 1820, p. 324-328.
- Henry, Journal d'un marin (1792-1793), Nouvelle revue rétrospective, 10 mai 1897, p. 315-333.
- Emile Vedel, L'ambassade du grenadier Belleville, La Revue de Paris, 15 mai 1909, p. 356-376.
- Commandant Désiré Marie, Un thouarsais oublié : Redon de Belleville, Bulletin de la Société historique des Deux-Sèvres, 1957, p. 344-354.
- Pierre-François Pinaud, Les fournisseurs et le diplomate en Toscane pendant la Directoire : Flachet et Redon de Belleville, Bulletin de la faculté de Lettres de Mulhouse, 1995, n°19, p. 86-102.
- Roland Drago, Jean Imbert, Jean Tulard, François Monnier, Dictionnaire biographique des membres du Conseil d'État, 1799-2002, Paris, Arthème Fayard, 2004, p. 110-111.
- « Godefroy Redon de Belleville », dans Adolphe Robert et Gaston Cougny, Dictionnaire des parlementaires français, Edgar Bourloton, 1889-1891 [détail de l’édition]